# Bakesaurus
"Bakesaurus" es un dinosaurio del ornitópodo de finales del Cretácico en China. Se menciona y se representa en el libro en chino Los Huevos Fósiles de Dinosaurios en Nanyang, China de Zhou S. (2005). Hay una gran incertidumbre en la comunidad científica si "Bakesaurus" existe o no como nombre científico válido, y ningún nombre específico ha aparecido. "Bakesaurus" no apareció en el Internet hasta febrero de 2006, cuando fue mencionado en la Dinosaur Mailing List por el paleontólogo Harris Jerry.